# David Hermann
David Hermann (Medgyes, kb. 1625 – Nagybaromlak, 1682) erdélyi szász történetíró és teológus.
Szászegerbegyen, majd Nagybaromlakon volt lelkész. 

## Művei
- Annales Eccelsiastici, amelyben a szász egyháznak történetét írta meg 1520-tól 1659-ig
- Ruina Transsylvaniae
- Annales rerum politicarum in Transsylvania (Erdély politikai története 1520–1655 között)
- Jurisprudentia ecclesiastica seu fundamenta jurisdicitionis ecclesiasticae Saxonum in Transsylvania